# 贺龙元帅
《贺龙元帅》，尚未播出的中国大陆电视剧，导演宋业明，主演吴其江、甘雨等。2010年9月杀青。

## 剧情
该剧讲述贺龙参加农民起义、加入中华革命党、转投革命、建立国家、文化大革命惨死波澜起伏的一生。

## 演出
| 演员   | 角色   | 备注                                                               |
| 吴其江 | 贺锦斋 | 贺龙的兄弟。                                                       |
| 甘雨   | 陈图南 | 同盟会人物，贺龙加入中华革命党的介绍人，后因为叛变遭国民政府枪决。 |

## 制作
该剧一共25集，由八一电影制片厂和张家界市委市政府共同制作。
该剧在湖南省张家界市、浙江省横店影视城等地取景。